# Els Pous (el Meüll)
Els Pous és un paratge del municipi de Castell de Mur, al Pallars Jussà, a l'antic terme de Mur, en terres del poble del Meüll.
Està situat a prop i al sud del poble, al sud-est dels Trossos del Castell i al nord-est de la Censada de Sellamana. Just a migdia dels Pous hi havia hagut Casa la Rosa, amb la Font de l'Hort de la Rosa. Travessen el paratge el Camí de Castellnou i el Camí de la Serra.